# 多摩テック
多摩テック（たまテック、Tama Tech）は、かつて東京都日野市に存在したモータースポーツをテーマにした遊園地および温泉施設である。遊園地は同じ経営主体による鈴鹿サーキットとともに「モートピア」と称された。
本田技研工業株式会社子会社の株式会社モビリティランドが経営していたが、2009年9月30日に営業終了し閉鎖された。

## 概要
1961年に本田技研工業系列のモータースポーツセンターとして開園する。初代所長は当時ロードレース世界選手権 (WGP) の250ccクラスで日本人として初優勝した高橋国光で、運営会社はのちに鈴鹿サーキットも運営した。
よみうりランドと同様に多摩丘陵の丘陵地を開発し、中腹に位置するゆうえん地「モートピア」は所々にやや急勾配の坂があり、その斜面の勾配や高低差を軌道に生かしたライド型アトラクション（UFO・ガリオン・外輪船など）も置かれた。高台には天然温泉「クア・ガーデン」、駐車場、キャンプ場などが置かれていた。

### ホンダの類似施設
多摩テックに類似したホンダの遊園地は、かつては奈良県生駒市に「生駒テック」、埼玉県朝霞市に「朝霞テック」があり、いずれも多摩テックとほぼ同時期に建設された。生駒テックは1965年3月、朝霞テックは1973年に閉鎖され、生駒テック跡地は生駒山麓公園、朝霞テック跡地は本田技術研究所朝霞研究所となっている。
多摩テック開業当時は、佐賀、高松、広島、名古屋、仙台など、日本全国60箇所に同様の施設の建設を計画していた。
なお、同じ「テック」という名前の施設ではあるが「与那原テック」は東陽バスの経営で、当施設とは関係がない。同施設は1986年4月1日に閉園しゴルフ場となった。

## 沿革
- 1961年
  - 2月：株式会社モータースポーツランドとして東京都中央区に設立。
  - 10月1日：営業開始。
- 1962年
  - 6月：株式会社テクニランドへ商号変更。
    - 9月：鈴鹿サーキット完成。
- 1968年4月：株式会社ホンダランドへ商号変更。
- 1987年6月：株式会社鈴鹿サーキットランドへ商号変更、本店所在地を三重県鈴鹿市へ移転。
- 1997年9月：天然温泉「クア・ガーデン」、中国レストラン「楼蘭」オープン。
- 2000年5月：本社東京事務所を三重県鈴鹿市へ移転。
- 2006年
  - 3月：本田技研工業の完全子会社となる。
  - 6月：株式会社ツインリンクもてぎと合併し、株式会社モビリティランドとなる。
- 2009年
  - 2月8日：9月30日付で多摩テックを閉園することを決定。
  - 9月30日：多摩テックが閉園。

## 歴史

### 1960年代
当初は「オートゲレンデ」と称して、オートバイ愛好者向けに本格的なモトクロスコースを含むバイク用のダートコースを設置し、様々なタイムトライアルなどが可能な施設であった。構想が明らかになると「『カミナリ族』向けの施設『カミナリランド』」などと批判的に報道され、警視庁交通部が「カミナリ族の養成所みたいなものだと思うが、事故でも起こったらどうするのかが心配だ」「非常に好ましくない計画」で「近く申し入れをする」とも報じられた。運営会社は「オートバイ・ファンに正しい技術をくんでもらおうというもので、指導もしっかりやる。ただ取り締まりを叫ぶだけでは彼らの気持ちを満たすことはできない」と述べた。実際に警視庁からの申し入れが行われたかどうかは不明である。また、モビリティランドウェブサイトの「モビリティランド50年の歩み」にも「カミナリ族に走る場を提供し、正しい運転マナーと技術を学ばせる」ことでカミナリ族問題を解決することが開設の目的であったと記載されている。開園後の1962年9月16日に来園者の男性の乗ったオートバイが転倒して死亡する事故が起きた際は、新聞に「『カミナリ天国』初の死者」なる見出しで報じられた。
1962年4月に第二期工事が完了し、ホンダエンジンを搭載したゴーカートやミニバイクが遊具として設置され「自動車遊園地」としても営業を始める。ミニオートバイのZ100は好評を博して「ホンダ・モンキー」として商品化されるなど、当初のバイク主体のスポーツ施設からファミリー向けの遊園地へ移行した。1964年に学校団体へ向けた実物のエンジンを分解して組み立て動かす「エンジン教室」の催しを始めた。「エンジン教室」はのちに鈴鹿サーキットでも開催され、工場である鈴鹿製作所の見学と組み合わせた修学旅行プログラムにもなった。

### 1970年代 - 1990年代
1970年代は「タイヤカー」（1980年に「UFO」へ換装）や「水陸両用車」（のちに「外輪船」となる）、エンジン動力で係員が運転するジェットコースター「ジェットスレー」（のちにレールの大部分を再利用した巻き上げ式コースター「カナディアンジェットライダー」に改造）など、多摩テックの特色となる搭乗型遊戯施設や、観覧車など一般的なアトラクションも数多く設置され、よみうりランドや西武園に比して中間に位置する多摩地域の「遊園地」へ変貌した。1979年には手塚治虫作によるキャラクター「コチラ」も登場している。
1980年代に入ると、モノレール型アトラクションの「スーパージェットライダー」や劇場型アトラクション「マッハセブン」が新設され、「トライアルパーク」、ゴーカート「ザ・カートG400」、プール「ロックガーデンプール」などがのオープンした。
1991年に懸垂式モノレール型アトラクションの「ガリオン」、1995年に大型水車がライドごと持ち上げるギミックで日本最大級の水上型絶叫マシンを謳った「ワイルドリバーアドベンチャー」と大観覧車「トップキャビン」、1997年に「スペースショット」（S&S社製。浅草花やしき・よみうりランド設置機と同系統）と、大規模なアトラクションが新設された。子供向けゴーカート「フォーミュラGP」や、本格的なバッテリーカー「電気自動車 MUU（ムウ）」もカート系アトラクションを入れ替える形で設置されている。

### クア・ガーデン開業
長らく遊園地だけの施設であったが、1995年に園内のキャンプ場を掘削専門業者がボーリングして黒湯が湧出し、1997年から温泉施設「クア・ガーデン」がオープンした。鈴鹿サーキットも同名称で1994年に開業している。
多摩地域随一の湯量を誇るリゾート型の温浴施設として、露天風呂、サウナ、飲食施設、休憩所、フィットネススタジオのほか、追加料金750円で水着着用の温水プールが25m×4コース、子供用プール、ジャグジーを利用して水泳などの運動も可能であった。
高台に位置し、周囲に超高層ビルが存在しないため、内風呂から日野や立川、2階レストランから八王子駅方面の眺望が見渡せた。2003年に東京ドーム「ラクーア」ととしまえん「豊島園 庭の湯」が開業するまで、関東地方の天然温泉併設型テーマパークは当地が唯一であった。小山ゆうえんち併設の「小山温泉 思川」は2002年、よみうりランド「丘の湯」は2004年に開業している。

「クア・ガーデン」は「でんでん虫II」、旧「UFO」アトラクションホーム寄りにあたる「モートピア」の高台側に位置し、モートピア開園中は連絡口で往来が可能であったが、モートピアの正面ゲートは丘陵の中腹で、モートピアに入園しない場合は坂を下り都道155号線を左折して「多摩テック・温泉入口」バス停を過ぎた信号機がある交差点を左折して坂を上る必要があった。そのため、「クア・ガーデン」とモートピアを結ぶ無料送迎バスと一般路線バスが運行されていた

### 2000年代・終焉へ
ユニバーサルスタジオジャパン、東京ディズニーシーという大規模なテーマパークが開業し、日本各地の遊園地の入園者数が減少しつつあった2001年に「マッハセブン」を「4-Dモーションシアター」に改装する形でオープン。2002年から2004年にかけて「キッズドライブ」「キッズバイク」など子供向けのゴーカート系アトラクションを、「外輪船」などを廃止させて跡地に設置する形でオープンさせた。園内随一の絶叫マシン「ワイルドリバーアドベンチャー」が2003年暮れ頃に8年間の営業で終了し、続いて「UFO」と「カナディアンジェットライダー」も運行を終了し、絶叫マシンは「スペースショット」のみとなる。「スペースショット」はその後も存続したが、2009年夏に「修理する資材の調達に時間を要する」という理由で使用を休止し、そのまま閉園となった。
2006年に「ACRO（アクロ）-X」、2007年に「ドリームX」と新型のゴーカートアトラクションを導入。カード系アトラクションの充実を図り、施設名称通りの「モートピア（モーターのユートピア）」への回帰と再興を図る趣きも見られたが、どちらも幼児・小児の家族連れ向きのアトラクションであり、テーマパークの客層である中高生以上の若年層やカップルの多摩テック離れが進んだ。
1990年代以降は一般に頒布する割引券に加え、朝日新聞友の会の朝日メイト、読売新聞購読者の読売ファミリーサークル、UFJカード会員、ホンダ車ディーラー得意客などを対象に招待デーを設け、廉価でフリーパスを販売するなどして集客を図るが、1999年以降は営業利益を出せずに経常損失を計上した。入場者は100万人を超えた2002年以降に減少を続け、2007年から2008年の世界金融危機などにより、2009年2月に本田技研工業は不採算事業からの撤退を発表した。
閉園前の春休み・ゴールデンウィーク・夏休み・シルバーウィークと9月最終週は、多数の来場客で人気アトラクションは長い待ち時間を要するなど大変に混雑した。多摩テックは2009年9月30日22時に、モートピアは同日19時に終園した。最終営業は「クア・ガーデン」で、招致した音楽家や従業員による生演奏や歌唱など特別編成のロビーコンサートを昼間から閉館まで続けて実施し、通常通り22時に閉館した。閉園前は多くの来場者が詰めかけ、無料送迎バスの最終便はクア・ガーデンとモートピアで数十人の利用客を残して増発便が運行された。

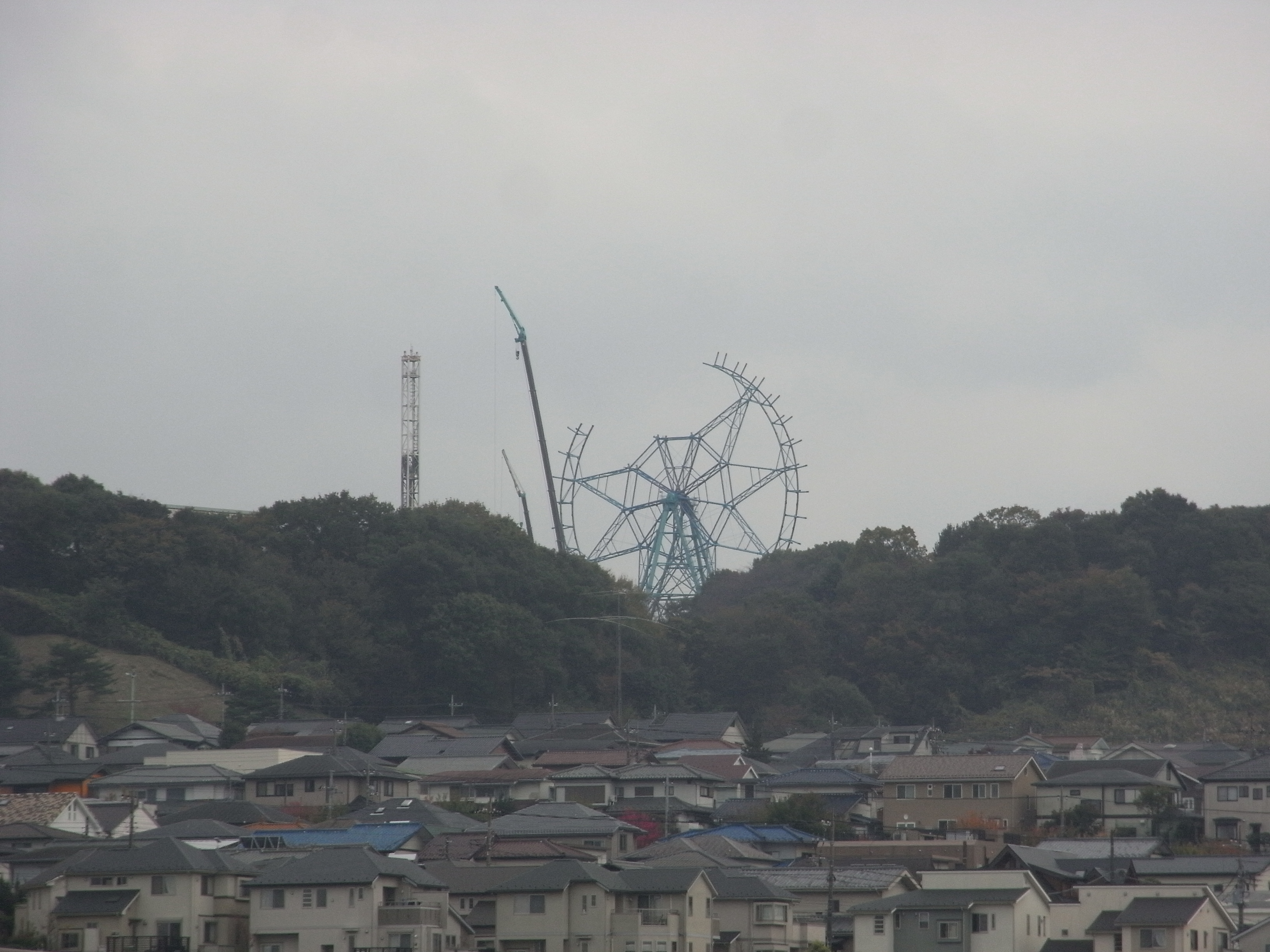
豊田方面から見た多摩テックの観覧車の解体中の様子

施設閉鎖後、JR中央線豊田駅側から見えた大観覧車や「スペースショット」はすべて解体された。

### 跡地利用への動き
2010年6月に、多摩テック跡地を明治大学が買収し、住宅地に隣接し手狭となった世田谷区八幡山の明治大学ラグビー部など体育会各部の練習場や合宿所を移設し、スポーツ科学部を新設して校舎を設立するなど「（仮称）明治大学スポーツパーク」として利用する構想が明らかになった。八幡山グラウンドなどの売却が明治大学評議員会に承認され、三菱商事を共同事業者として日野市を中心に地元自治体などとも協議の上で2014年から利用を目指す予定だった。
敷地内にキンランなど絶滅危惧種の群落やオオタカの営巣地などが確認され、東京都自然保護条例（東京における自然の保護と回復に関する条例）にもとづく東京都自然環境保全審議会の審査が長期化し、2013年5月に建物の縮小など計画案変更を条件に認可されたが、着工予定は大幅に遅れた。
東北地方太平洋沖地震（東日本大震災）の復興事業や2020年東京オリンピックの開催決定から建設資材や人件費が高騰し、経費が当初予定の1.7倍に達する見込みとなったため、2013年10月までに明治大学評議員会は事業計画撤回を決定した。明治大学は10月中旬に世田谷区に対し、八幡山グランド売却にともなう都市計画の変更を中止するように求めた。
日野市は着工予定の9月を過ぎても開発許可申請が行われない理由の説明を明治大学に求め、事業計画中止が検討されていることについて10月26日に抗議文を送付した。11月6日に日高憲三明治大学理事長が日野市役所を訪問して大坪冬彦日野市長に事業計画中止を申し入れたが、日野市側は都市計画の変更など手続きを実施しており一方的中止は認められないと反発して事業継続を強く求めた。
共同事業者の三菱商事は、土地取得に多額の費用を要し、用途は学校にほぼ限定される市街化調整区域であることから、事業の継続か土地の買い取りを明治大学に求めた。明治大学は「三菱商事が契約不履行であった。開発から建物の竣工・引き渡しに至る義務を果たさなかった。」と主張して和解に応じず、三菱商事は2015年3月に、土地代金の立て替え約46億円を含む61億9千万円の支払いを明治大学に求めて提訴、東京地方裁判所は2018年4月に明治大学に対し8億円あまりの支払いを命じる判決を下した。
判決は確定し、土地は2019年に三菱商事の所有となった。日野市は2019年に「第34回市民まちづくり会議」において、跡地を「これまでの利用形態をふまえ、都市に残された貴重な自然資源としての緑地などを保全・活用を図る。また、幅広い年齢層の市民が利用でき、市民生活を豊かにし地域の活性化に寄与する土地利用を適切に誘導する。」と位置づける内容の方針を示した。

## 交通アクセス

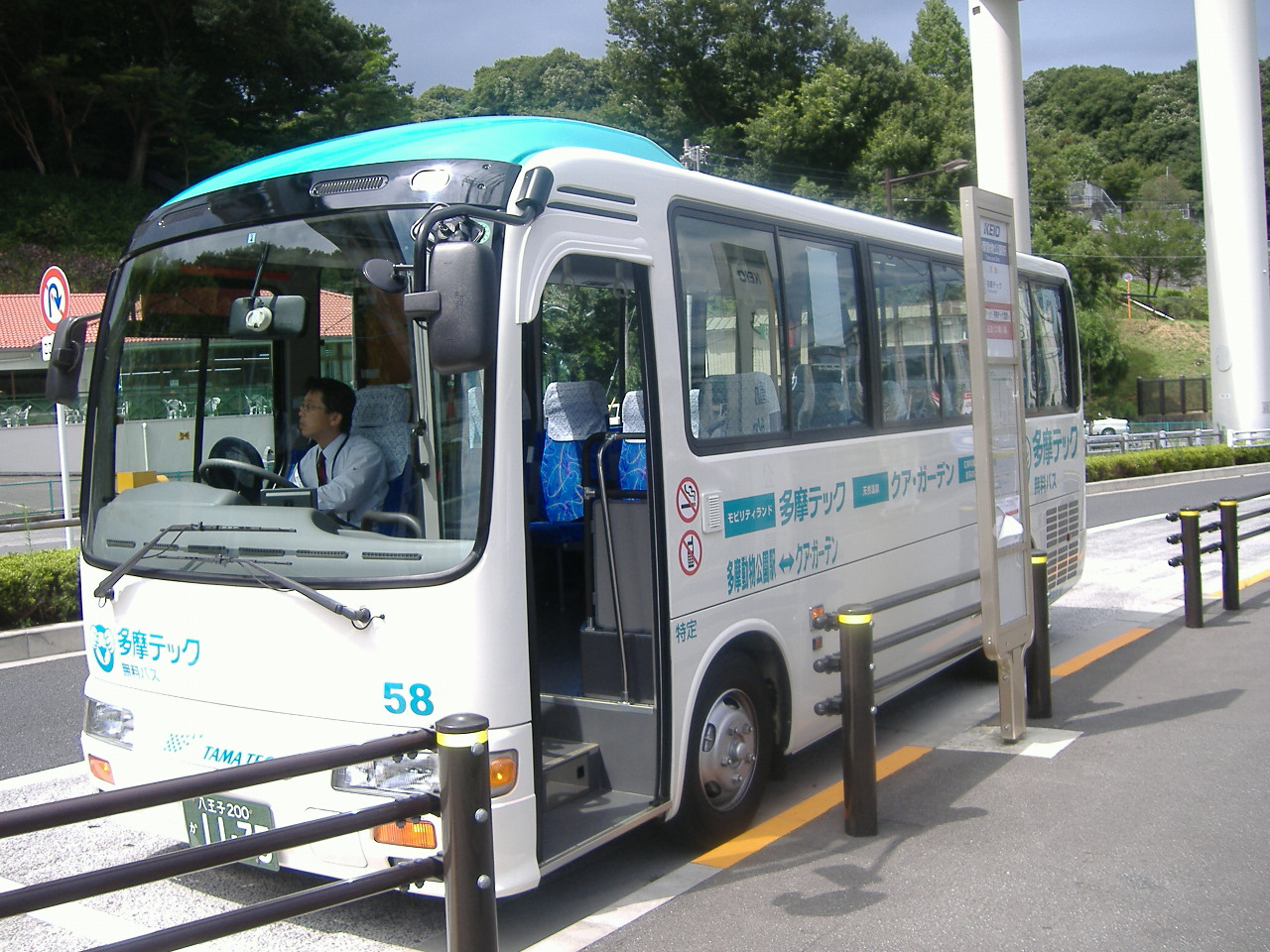
無料送迎バスの車両
日野・リエッセ（京王自動車58号車）

最寄り駅は京王電鉄動物園線と多摩都市モノレールの多摩動物公園駅である。駅からは神奈川県道・東京都道503号相模原立川線・東京都道155号町田平山八王子線を通り2km少々で着く。
クア・ガーデン開業と同時に無料送迎バスが運行開始され、多摩動物公園駅（18時以降は高幡不動駅）からモートピアとクア・ガーデンの正面玄関を結んでいた。便数は1時間に2 - 3本程度、所要時間は約5分であった。
無料送迎バスは、運行開始時は京王帝都電鉄（現：京王バス多摩営業所）が担当し、専用カラーの日野・リエッセ（K69703号車、KC-RX4JFAA、1997年式）が用意された。のち京王自動車へ移管され、専用カラーのリエッセが使用された。京王バスのリエッセと車両・カラーリングは異なる（京王自動車58号車、写真参照）。
また無料送迎バス以外にも、高幡不動駅や多摩動物公園駅と「多摩テック」バス停を結ぶ京王バスの一般路線バス（高12系統・動22系統）が朝夕の時間帯に数本運行されていた。
多摩動物公園駅は、当初は京王動物園線しか乗り入れていなかったが、多摩モノレールの開業により立川駅・玉川上水駅と結ばれ、青梅線沿線や西武新宿線・拝島線沿線からのアクセスが向上した。その一方で多摩モノレール開業により、京王動物園線が減便され1時間3本程度となったことから、京王線からは高幡不動駅での乗り換えで最大20分程度の待ち時間が生じてやや不便となった。なお、多摩モノレールは通常10分間隔で運行されるが、京王線と多摩モノレールの高幡不動駅改札口は徒歩5分程度離れている。
もうひとつのアクセス手段として、JR中央線の豊田駅北口と京王相模原線・小田急多摩線の多摩センター駅を結ぶ京王バスの豊32系統があった。この路線は多摩ニュータウンなどの住宅街と中央大学を経由して豊田駅北口へ至るが、モートピア・クアガーデンの玄関が位置する丘陵地の坂下を通る都道155号線上に「多摩テック・温泉入口」バス停があった（閉園後に「程久保5丁目」バス停へ改称）。休日の開園時間帯は「多摩テック温泉入口」バス停の前後（上り下り方向で異なる）で坂を登り、モートピア正面ゲート前の「多摩テック」バス停を経由していた。

## ロケ地
多摩テックは、テレビドラマやテレビ映画などのロケ地としてもよく使われた。例を挙げると『宇宙刑事ギャバン・14話』、TBSの特撮テレビ映画『ウルトラQ』の「2020年の挑戦」、フジテレビの『花嫁とパパ』や『結婚できない男』第4話、テレビ朝日の金曜ナイトドラマ『雨と夢のあとに』最終話などに、多摩テックでの撮影シーンが登場した。
また、フジテレビジョンが制作したテレビ番組『ひらけ!ポンキッキ』のエンディング映像として、1988年から1993年頃まで園内でのロケ撮影が頻繁に行われていた。

## 主な施設

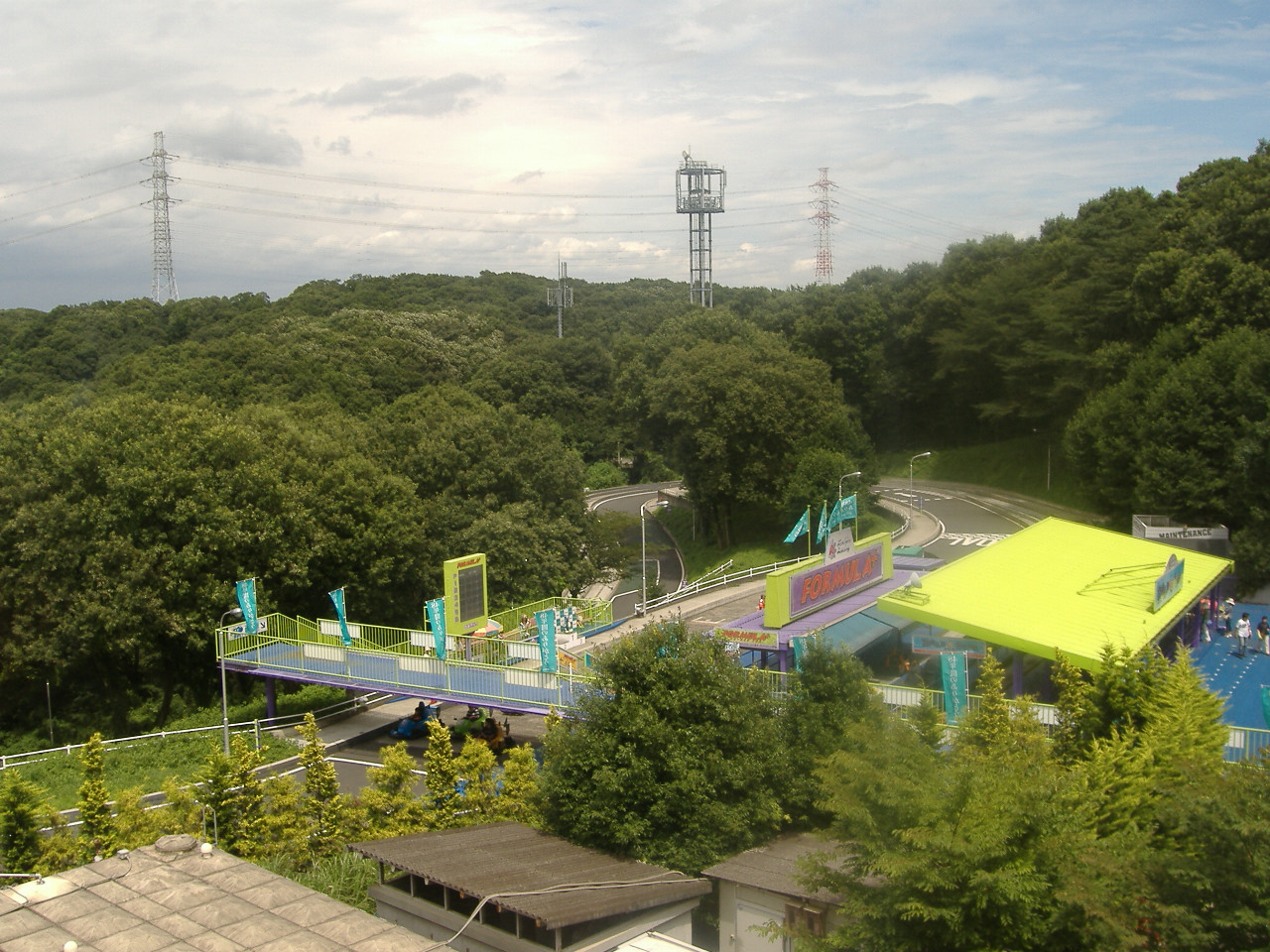
アトラクションの一つ、フォーミュラプラス

### 遊園地「モートピア」
- 遊園地エリア（2009年9月30日現在）
  - フォーミュラプラス
  - ドリームR
  - ロードスター
  - 大観覧車トップキャビン (閉園後はフィリピンの大型モール Mall of Asiaに譲渡されMOA Eye として活躍している。)
  - スペースショット
  - アクロエックス
  - りき丸の電気自動車「ムウ」
  - スーパースカイライダー
  - でんでんむし
  - ガリオン
  - デンタのちんちん電車 「テックン」
  - ロボウォーカー
  - コチラちゃんのプッチタウン
    - キッズドライブ
    - ピピラのピンキードライブ
    - キッズバイク
    - プートののりものけんきゅうじょ
    - ピピラのピンキーバイク
    - ドリフトキッズレーサー
    - コチラちゃんのプチプレーン

  - バットのパワーマシン
  - ピピラのボールパラダイス
  - バイクパレード
  - チララちゃんのフラワーカップ
  - メリーゴーランド
- トライアルパーク（中学生以上）
- キャンプ場（チララちゃんのホリデーロッジ）
- アドベンチャープールズ（夏期のみ）
  - 幼児エリアプール
  - 円形プール
  - プートのウォーターファクトリー
    - ウォーター・メガキャノン
    - ウォーターキャノン
    - マジカルウォーターメイズ

### 天然温泉「クア・ガーデン」

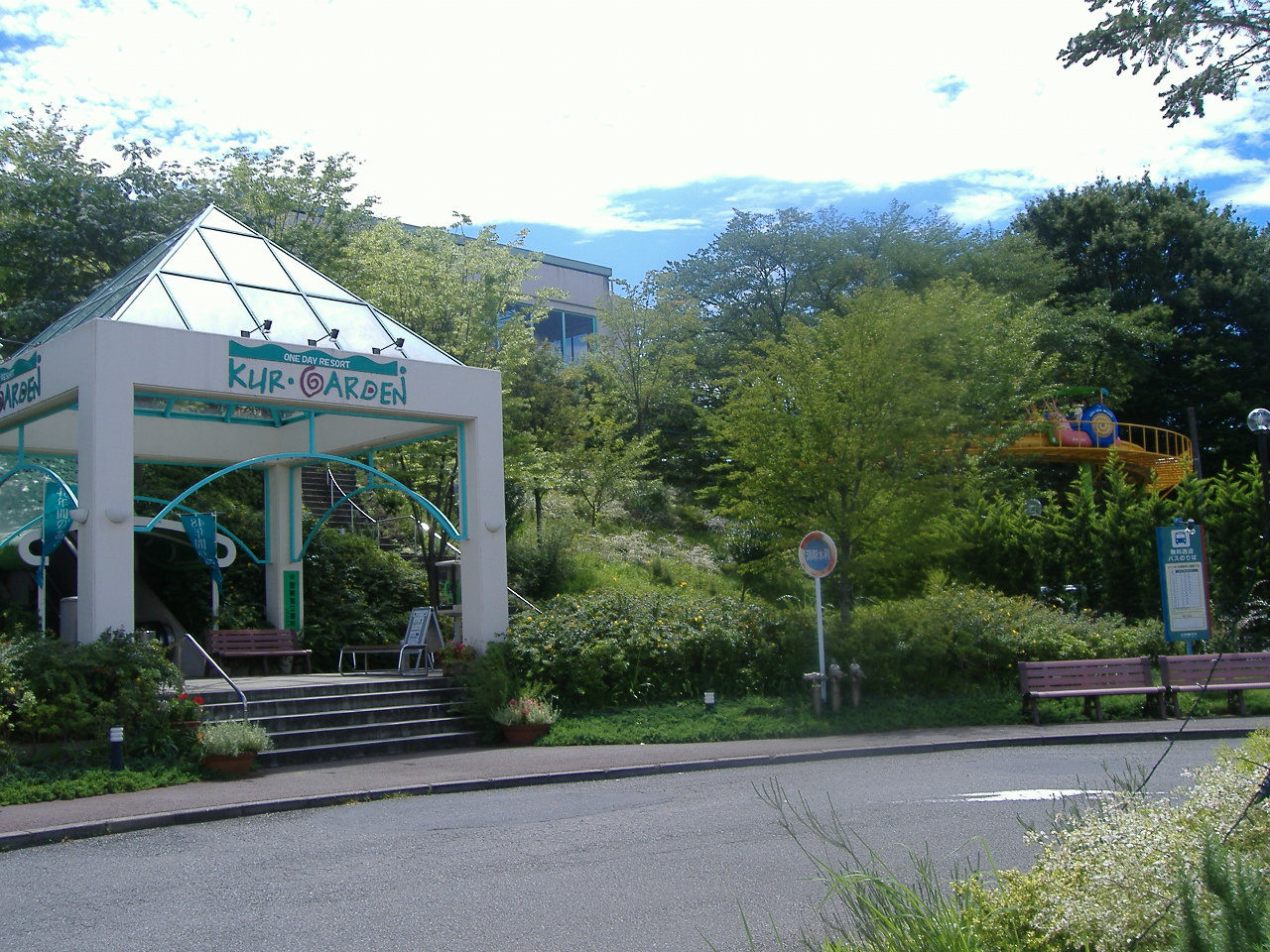
クア・ガーデン

- 温泉施設（男女別）
  - 露天風呂
  - 大浴場
  - サウナ
  - お食事処めーぷる
  - 喫茶室「フェアリーカフェ」
- 温水プール（水着着用）
- ジャグジー（水着着用）
- 中国レストラン「楼蘭」

## 過去に行われた主なイベント・ショー
- 多摩テック春・夏・秋のカーニバル（各毎年3月・7月・9月から開催）
- ぬいぐるみコチラちゃんワールド（コチラファミリーによる園内グリーティング）
- ぬいぐるみコチラちゃんワールドのお正月（毎年正月に書初めやカルタ取りなどのイベントを開催）
- モートピアアドベンチャー（1989年）※園内を利用した来園客参加型のロールプレイングゲーム。
- モートピアアドベンチャー2「モートピアの秘宝」（1990年）※園内を利用した来園客参加型のロールプレイングゲーム。
- コチラちゃんのジョインジョリーフェロー（1992年）
- コチラちゃんワールド スケートグリーティング（1994年頃まで冬に園内プールを使用して開催）
- 中川喜弘とデキシーDIXショー（1996年頃までの毎年秋に開催）
- ひらけ！ポンキッキショー（1992年秋に開催）
- ホンダ モータースポーツ トライアルスクール
- ホンダ スポーツライディングスクール
- YFC読売ファミリークラブ フェスティバル（2005年頃までの毎年秋に開催）
- 朝日メイトフェスティバル（2000年頃までの毎年秋に開催）
- 多摩テックプール開き（毎年夏に開催）
- 納涼花火大会（毎年夏に開催）

※過去のコチラちゃんファミリー（出演キャラクター）は以下の通り。
- コチラ
- チララ ※コチラとチララは過去に於いては「兄と妹」という設定だった。
- ウサ吉（黄色のウサギ、タータンチェックのジャケットを着用）
- ウサ美（ピンクの色のウサギ、白地のエプロンドレスを着用）
- クマくん
- オオカミ
- マジカルティガー（トラの手品師）
- ヒッポ（カバの警察官）
- リスくん
- カモノハシ（1992年から新加入）
- ビッグホーン（1992年から新加入）

## ディスコグラフィー
多摩テックの完全オリジナルCDとして、1988年に唯一リリースされた『タマテックドリームズ』がある。このCDは、かつて多摩テックの園内に新登場したアトラクション「ホットロッド」（ウィリータイプのエンジン式ゴーカート）の登場記念アルバムとしてリリースされ、アルバムジャケットに「ホットロッド」の登場記念キャラクター「ホットレディー」「ロッドマイティー」の図柄とそれぞれのサインも描かれている。ジャケットの中央に写っている実写の「コチラ」と「チララ」は1987年当時に多摩テック園内で撮影されたものである。このCDに収録されている楽曲は、多摩テックと鈴鹿サーキットランドの両園で長年使用され、一部の楽曲はアトラクション音楽やイベント時のバックミュージックや「コチラ」たちが登場したショーなどの楽曲としても使用された。収録されている楽曲の演奏は、ディキシーランド・ジャズ演奏のベテラン演奏家である中川喜弘が率いる「デキシーDIX」のメンバーと、特別編成された「タマテックドリームズバンド」が共演している。

### タマテックドリームズ 楽曲詳細
製作1987年
収録1988年1月
形式コンパクトディスク（限定枚数、限定発売）、ステレオ音声
収録曲
- 「ホットロッドのテーマ」
歌：黒沢裕一、
作詞：小出清也、作曲：大塚治之、編曲：中川喜弘
※多摩テック園内アトラクション「ホットロッド」のテーマ曲。
- 「コチラちゃんのマーチ」（インストゥルメンタル曲）
作曲：大塚治之、編曲：中川喜弘、フリューゲルホルン演奏：中川喜弘
※多摩テック園内専用BGM、コチラファミリーグリーティング時などのBGM。
- 「コチラちゃんの歌」
歌：森下容子、星野克明 他、
作詞：大塚治之、河合昭義(共作詞)、作曲：大塚治之、編曲：中川喜弘
- 「秘密の探検隊」
歌：りんごばんど 他
作詞：松田宏美、作曲：大塚治之、編曲：中川喜弘
- 「コチラちゃんのパパのうた」
歌：ピップ鈴木、
作詞：平沢則子、作曲：大塚治之、編曲：中川喜弘
- 「クマくんの夢」
歌：ピップ鈴木、
作詞：川杉祐美子、作曲：大塚治之、編曲：中川喜弘
- 「オオカミさんの夢」
歌：梅津秀行（グワァッパ梅津）
作詞：川杉祐美子、作曲：大塚治之、編曲：中川喜弘
- 「コチラちゃんのママのうた」
歌：江口ゆかり（りんごばんど）
作詞：松田宏美、作曲：大塚治之、編曲：中川喜弘
- 「ぼくは魔法使い」
歌：梅津秀行、ピップ鈴木 他
作詞：松田宏美、作曲：大塚治之、編曲：中川喜弘
- 「ログハウスをつくろう」（インストゥルメンタル曲）
作曲：大塚治之、編曲：中川喜弘、演奏：中川喜弘とデキシーDIX
- 「花の国」
歌：梅津秀行、ピップ鈴木、りんごばんど 他
作詞・作曲：大塚治之、編曲：中川喜弘
- 「コチラちゃんのお家」
歌：佐藤明美
作詞・作曲：増渕容子、編曲：中川喜弘
- 「チララちゃんのお部屋」
歌：栗原紘子
作詞・作曲：増渕容子、編曲：中川喜弘
- 「オオカミさんとクマくんのお家」
歌：梅津秀行（グワァッパ梅津）、ピップ鈴木
作詞・作曲：大塚治之、編曲：中川喜弘
- 「虹かかったよ」
歌：大塚治之、ピップ鈴木、小出清也、りんごばんど
作詞：松田宏美、作曲：大塚治之、編曲：中川喜弘
- 「ホットロッドとともに」
歌：山崎功
作詞：松田宏美、作曲：大塚治之、編曲：中川喜弘

演奏
- タマテックドリームズバンド
数原晋、河東伸夫（トランペット）、原田靖（トロンボーン）、後藤祐二（サキソフォーン、フルート、クラリネット）、東文明（ピアノ、エレクトーン、キーボード）、阿部寛（ギター）、青木博嗣（ブラス/金管楽器）、日高弘（ドラムス）、藤井寛（パーカッション）、コーラス「りんごばんど」（水沢螢、増渕容子、江口ゆかり）、中川喜弘（フリューゲルホルン）
- 中川喜弘とデキシーDIX
中川喜弘（トランペット）、中川英二郎（トロンボーン）、小田洋司（クラリネット）、東文明（ピアノ）、阿部寛（バンジョー）、青木博嗣（チューバ）、黒岩寿一（ドラムス）。

制作スタッフ
- 音楽監督：中川喜弘（中川喜弘とデキシーDIX）
- 演出：大塚治之
- 録音エンジニア：猪股雅芳
- アシスタントエンジニア：浅野学志、大内康史、守屋勝美
- 録音スタジオ：アバコクリエイティブスタジオ、スタジオDIG、ワンダーステーションスタジオ
- 制作協力：中川音楽事務所、コジマ録音、株式会社手塚プロダクション
- 企画製作：株式会社鈴鹿サーキットランド

## 遊具での事故
- 1971年（昭和46年）2月14日、ゴーカートに乗っていた13歳の男子中学生が、首に巻いていた長さ1.5mのマフラーの端が走行中に車軸に巻き付き、マフラーが引っ張られる形で首が絞まって即死した。この事故の後、当園の遊具ではマフラーやスカーフを着用しての利用を規制することになった。
- 1984年（昭和59年）1月6日、「ミニポッポ周遊列車」が下り坂でブレーキが利かずに横転し、運転手1名と乗客18名が負傷した。その後の警察の調べでは、ブレーキ整備と運転手の操作の2つのミスが重なったために起きた事故と推定されている[17]。多摩テックは同年3月8日付の主要新聞に、事故のお詫びならびに再発防止に向けた全施設の総点検・安全確認を実施した旨を「謹告」として掲載した。また、多摩テック側の責任ではないが「ミニポッポ周遊列車」の前身に当たる「ぞうさん列車」では1976年に、走行中に車両を乗り移ろうとした小学生が転落して負傷する事故が起きている。
- 1996年（平成8年）1月4日夕方、「大観覧車トップキャビン」において従業員が乗客の残存確認を怠り、閉園時間に運転を停止して帰宅したことから、搭乗中の夫婦と女子中学生4名のグループがそれぞれゴンドラの中で12時間にわたり取り残され、翌朝に救出されるアクシデントとなった。施設側の刑事責任は問われなかった。